# Trébons-de-Luchon
Trébons-de-Luchon é uma comuna francesa na região administrativa de Occitânia, no departamento de Alta Garona. Estende-se por uma área de 0,8 km². Em 2010 a comuna tinha 6 habitantes (densidade: 7,5 hab./km²).